# Carmine Rojas
Carmine Rojas (Nova York, 14 de fevereiro de 1953) é um baixista estadunidense. Trabalhou com Tina Turner, B.B. King, Stevie Wonder, Eric Clapton, Al Green, Herbie Hancock, David Bowie e Rod Stewart. Seu estilo é conhecido por misturar rock, funk, R&B, blues, jazz, entre outros gêneros.